# Ugento
Ugento är en kommun i provinsen Lecce i regionen Apulien. Kommunen hade 12 412 invånare (2017). Det finns lämningar i området från 900-talet f.Kr. Staden, dåtidens Uzentum, var en av messapiernas städer och var ganska utvecklad men började dala i och med konkurrensen med grannstaden Taranto. Man deltog i flera krig, exempelvis andra puniska kriget och det pyrriska kriget. Detta ledde till att befolkningen minskade mycket drastiskt. Pesten på 1600-talet slog också mycket hårt mot staden.
Den här artikeln är helt eller delvis baserad på material från italienskspråkiga Wikipedia.